# Обермайер, Уши
Урсула «Уши» Обермайер (нем. Ursula «Uschi» Obermaier, 24 сентября 1946, Мюнхен) — немецкая актриса и фотомодель.

## Биография
Урсула Обермайер родилась 24 сентября 1946 года в Мюнхене, Германия. Она жила в обычной семье практически до своего совершеннолетия. В студенческие годы она покинула отцовский дом, дабы предаться свободной и беззаботной жизни.
В конце 1960-х Уши стала членом и одной из основателей берлинской коммуны № 1, которая подхватила идеи американских хиппи: молодёжь не хотела более жить по-старому и усиленно экспериментировала с жизнью, семьёй, политикой и нравами.
У Уши была идеальная фигура и красивое лицо. Она сводила с ума многих мужчин и не оставила равнодушными фотографов. Осуществилась её давняя мечта. Она стала моделью. В этом амплуа она вошла в историю, как первая из моделей снялась топлес для американского таблоида.
Популярность привела её к известной рок-группе Rolling Stones. Мик Джаггер и Кит Ричардс не могли не заметить Уши. Недолгому роману с Миком Уши предпочла достаточно длительные отношения с Ричардсом. В этот период её жизни она являлась групи, поддерживая тем самым активный сексуальный образ жизни хиппи под лозунгом «Make Love, Not War».
Вскоре и это её увлечение закончилось. В 1973 году Дитер Бокхорн проявил инициативу встретиться с Уши, увидев её фото на одном из журналов. Бокхорн был владельцем ночных клубов, стриптиз-клубов в районе «красных фонарей» Гамбурга, менеджером, барменом. Уши он хотел пригласить работать танцовщицей к себе в клуб.
Вопреки всем своим планам, Дитер полюбил Уши с первого взгляда и у них завязался роман, который продлился 10 лет. Для Уши это были самые долгие и серьёзные отношения. В период с 1976 по 1983 годы, пара совершила путешествие на микроавтобусе, который Дитер сделал сам специально для Уши, понимая, что Уши нужна свобода.
Первое их 20-месячное путешествие прошло по «тропе хиппи» по Ближнему Востоку: Афганистану, Пакистану и Индии.
Второе путешествие длилось 3 года по США и Мексике.
Во время пребывания в Индии они поженились согласно индийским обычаям. Но Уши была против этого брака и никогда впоследствии не чувствовала себя замужней.
Дитер Бокхорн умер в 1983 году в Мексике. Он разбился на мотоцикле, пребывая в состоянии алкогольного опьянения. Было ли это случайностью или самоубийством, до сих пор неясно. Накануне вечером Бокхорн сказал своим друзьям: «Завтра будет последний день». Прах Бокхорна был развеян в Тихом океане.
Сейчас Обермайер работает дизайнером и живёт на собственной вилле рядом с Санта-Моникой.